# .uy
.uy — в Інтернеті, національний домен верхнього рівня (ccTLD) для Уругваю.

## Домени 2-го та 3-го рівнів
В цьому національному домені нараховується близько 2,550,000 вебсторінок (станом на січень 2007 року).
У наш час використовуються та приймають реєстрації доменів 3-го рівня такі доменні суфікси (відповідно, існують такі домени 2-го рівня):
| Суфікс  | Регламентовані користувачі                                            |
| .com.uy | Комерційні установи, корпорації                                       |
| .edu.uy | Наукові та дослідницькі установи, коледжі, університети або інститути |
| .mil.uy | Військові організації                                                 |
| .net.uy | Провайдери, організації, пов'язані з мережами                         |
| .org.uy | Неприбуткові, неурядові організації                                   |